# Lawrence Sher
Lawrence Sher (Teaneck, 4 februari 1970) is een Amerikaans cameraman (director of photography) en regisseur. Hij is vooral bekend van zijn samenwerkingen met regisseur Todd Phillips.

## Biografie
Lawrence Sher groeide op in een joods gezin in Teaneck (New Jersey). Hij heeft een identieke tweelingbroer genaamd Andy. Zijn vader Paul was een dokter in het New York University Medical Center. Zijn moeder Joan gaf in Queens les aan de Lexington School for the Deaf.
Sher studeerde aan Wesleyan University in Middletown (Connecticut). Daar wilde hij aanvankelijk samen met zijn tweelingbroer Andy de richting geneeskunde volgen. Uiteindelijk studeerde hij in 1992 af in de richting economie. Zijn broer werd later een uroloog.

## Carrière
Na zijn studies verhuisde Sher naar Los Angeles om er een filmcarrière uit te bouwen. Aanvankelijk werkte hij als loopjongen en assistent mee aan reclamespots. Hij werkte zich op tot cameraman en maakte in 1995 zijn debuut met de film Captain Jack van regisseur Scott Wiper. De twee werkten nadien ook samen aan de actiefilm A Better Way to Die (2000).
Zijn doorbraak volgde in 2004, met de romantische komedie Garden State. Een jaar later filmde hij ook The Dukes of Hazzard, een adaptatie van de gelijknamige tv-serie uit de jaren 1980.
Ook nadien bleef hij hoofdzakelijk komedies filmen. In 2009 werkte hij met regisseur Todd Phillips samen aan The Hangover (2009). De komedie werd een kaskraker en kreeg daardoor nog twee sequels. Naast The Hangover-trilogie werkte hij met Phillips ook samen aan de komedies Due Date (2010) en War Dogs (2016). Sinds 2012 maakt hij deel uit van de American Society of Cinematographers (ASC).
In 2017 maakte Sher met Father Figures zijn regiedebuut. De komedie met hoofdrolspelers Owen Wilson en Ed Helms kreeg overwegend negatieve recensies.

## Filmografie
Als cameraman (director of photography)
- Captain Jack (1995)
- Courting Courtney (1997)
- A Better Way to Die (2000)
- Emmett's Mark (2002)
- Garden State (2004)
- Club Dread (2004)
- The Chumscrubber (2005)
- The Dukes of Hazzard (2005)
- Life of the Party (2005)
- Grilled (2006)
- When a Man Falls in the Forest (2007)
- Dan in Real Life (2007)
- The Promotion (2008)
- Trucker (2008)
- I Love You, Man (2009)
- The Hangover (2009)
- Due Date (2010)
- Paul (2011)
- The Hangover Part II (2011)
- The Big Year (2011)
- The Dictator (2012)
- The Hangover Part III (2013)
- Wish I Was Here (2014)
- War Dogs (2016)
- Godzilla: King of the Monsters (2019)
- Joker (2019)

Als regisseur
- Father Figures (2017)